# Сутора анамська
Суто́ра анамська (Psittiparus margaritae) — вид горобцеподібних птахів родини суторових (Paradoxornithidae). Мешкає у В'єтнамі і Камбоджі.

## Опис
Довжина птаха становить 15,5-17 см, враховуючи довгий хвіст. Верхня частина тіла рудувато-коричнева, верхня частина голови чорна, решта голови і нижня частина тіла білувата. Дзьоб короткий, міцний, оранжевий, вигнутий, очі чорні.

## Поширення і екологія
Анамські сутори мешкають на півдні В'єтнаму, на плато Далат а також на крайньому сході камбоджійської провінції Мондолькірі. Вони живуть у вологих гірських тропічних лісах, на полях і плантаціях. Зустрічаються зграйками, на висоті від 850 до 1500 м над рівнем моря.

## Збереження
МСОП класифікує цей вид як вразливий. Анамським суторам загрожує знищення природного середовища.